# Malayozodarion hoiseni
Genre
Espèce
Malayozodarion hoiseni, unique représentant du genre Malayozodarion, est une espèce d'araignées aranéomorphes de la famille des Zodariidae.

## Distribution
Cette espèce est endémique du Pahang en Malaisie,. Elle se rencontre à Tanah Rata entre 1 700 et 1 800 m d'altitude dans les Cameron Highlands.

## Description
Le mâle holotype mesure 2,19 mm.

## Étymologie
Cette espèce est nommée en l'honneur de Hoi-sen Yong.

## Publication originale
- Ono & Hashim, 2008 : Four new species of the family Zodariidae (Araneae) from Malaysia. Memoirs of the National Museum of Nature and Science, Tokyo, vol. 45, p. 41-51 (texte intégral).